# Västerhamnen
Västerhamnen är en ö i Åland (Finland). Den ligger i Skärgårdshavet och i kommunen Brändö i landskapet Åland, i den sydvästra delen av landet. Ön ligger omkring 77 kilometer nordöst om Mariehamn och omkring 230 kilometer väster om Helsingfors.
Öns area är 24,4 hektar och dess största längd är 0,9 kilometer i sydväst-nordöstlig riktning.